# Jean-Louis Ravelomanantsoa
Jean-Louis Ravelomanantsoa (Antananarivo, 30 marzo 1943 – Lione, 27 settembre 2016) è stato un velocista malgascio.

## Biografia
Trasferitosi negli Stati Uniti, partecipò a 3 edizioni dei Giochi Olimpici. Nel 1964, a Tokyo, fu eliminato in batteria sia nei 100 che nei 200 metri; nel 1968, a Città del Messico, fu nuovamente eliminato in batteria nei 200 metri, ma riuscì a raggiungere la finale dei 100 metri, conclusa all'ottavo posto. A Monaco 1972, alla sua terza Olimpiade, venne eliminato in semifinale.
Vinse la medaglia di bronzo sui 200 metri nella prima edizione dei Giochi panafricani, svoltasi nel 1965. Vinse anche un bronzo sui 100 metri alle Universiadi del 1970.
Nel 1975 vinse la più prestigiosa gara di corsa australiana, la Stawell Gift, che ha la particolarità di essere una gara a handicap, nella quale i concorrenti partono a distanze diverse dal traguardo a seconda della loro presunto livello di competitività del momento. Ravelomanantsoa è stato uno dei due soli atleti ad essersi aggiudicati la corsa partendo dalla distanza massima (120 metri).

## Palmarès
| Anno | Manifestazione     | Sede        | Evento    | Risultato | Prestazione | Note |
| ---- | ------------------ | ----------- | --------- | --------- | ----------- | ---- |
| 1965 | Giochi panafricani | Brazzaville | 200 metri | Bronzo    | 21"7        |      |
| 1970 | Universiadi        | Torino      | 100 metri | Bronzo    | 10"5        |      |